# Parque da Cidade (São José dos Campos)
O Parque da Cidade Roberto Burle Marx, também conhecido como Parque da Cidade, é uma área protegida da cidade paulista de São José dos Campos, que faz parte do Vale do Paraíba.

## Infraestrutura
Desde 1996, parte da antiga Fazenda da tecelagem Paraíba, de propriedade de Olivo Gomes, foi transformada em um parque da cidade. Com um total de área de 960.000 m², o parque possui vários atrativos como a casa de Olivo gomes e o museu do folclore.
Na antiga residência da família Olivo Gomes, possui projeto arquitetônico do escritório de Rino Levi e tratamento paisagístico de Roberto Burle Marx.

## Localização
- Endereço: Avenida Olivo Gomes, 100 - Santana - São José dos Campos
- Horário de Funcionamento: De segunda a domingo, das 6h às 18h (horário normal), das 6h às 20h (horário de verão).